# Tamina (Vorname)
Tamina ist ein weiblicher Vorname.

## Herkunft und Bedeutung
Für den Namen Tamina kommen zwei Herleitungen in Frage.
Zum einen handelt es sich um eine weibliche Variante des westfriesischen Namens Tame bzw. Tamme. Dieser Name stellt eine Kurzform verschiedener germanischer Namen dar, die mit dem ersten Element dank „Denken“, „Gedanke“, „Geist“ oder thiad „Volk“, „Nation“ und einem zweiten Element, das mit M beginnt, gebildet werden.
Zum anderen ist Tamina eine weibliche Form des Namens Tamino, dessen Herkunft unbekannt ist, jedoch leitet er sich möglicherweise vom griechischen ταμίας tamías „Herr“, „Gebieter“, „Verwalter“ ab.

## Verbreitung
In Österreich wird der Name Tamina seit den 1990er Jahren gelegentlich vergeben. In den Jahren 1995, 2006 und 2010 erreichte er die Top-300 der Vornamenscharts und belegte als höchste Platzierung Rang 208 (2010). Zuletzt sank die Popularität des Namens. Im Jahr 2022 wurde er an fünf Mädchen vergeben und stand damit auf Rang 752 der Vornamenscharts, was die niedrigste Platzierung seit 1986 ist.
In Deutschland ist der Name seit den späten 2000er Jahren geläufig. Mit Rang 112 erreichte der Name seine bislang höchste Platzierung in den Vornamenscharts im Jahr 2010. Seitdem sank die Beliebtheit. Im Jahr 2023 belegte Tamina Rang 410.

## Varianten
Varianten des friesischen Namens mit dem Element dank:
- weibliche Varianten: Tamma
- weibliche Koseformen: Tammeke, Tamke
- männliche Varianten: Tame, Tamme, Tammo
- männliche Koseformen: Tamke

Varianten des friesischen Namens mit dem Element thiad:
- weibliche Varianten: Tamma, Dimka, Timmeltsje, Tsjomke
- männliche Varianten: Tame, Tamme, Dimme, Tiemo, Thiemo, Thimo, Tjomme, Tsjamme

Varianten von Tamino
- männliche Varianten: ggf. Tamias

## Bekannte Namensträgerinnen
- Tamina Amadyar (* 1989), deutsche Malerin
- Tamina Kallert (* 1974), deutsche Fernsehmoderatorin
- Tamina Knauer (* 1994), deutsche Florettfechterin
- Tamina Reinecke (* 1995), deutsche Politikerin (Bündnis 90/Die Grünen)
- Tamina Stecinsky (* 1997), deutsche Fußballspielerin
- Tamina (* 1978), amerikanische Wrestlerin
- Tamina Tadama-Groeneveld (1871–1938), niederländische Malerin